# Arnold Černuševič
Arnold Černuševič (* 15. ledna 1933 Minsk, Sovětský svaz – 2. září 1991) byl sovětský a běloruský sportovní šermíř, který se specializoval na šerm kordem. Sovětský svaz reprezentoval na přelomu padesátých a šedesátých let. Zastupoval minskou šermířskou školu, která spadala pod Běloruskou SSR. Na olympijských hrách startoval v roce 1956 a 1960 v soutěži jednotlivců a družstev. V roce 1958 obsadil třetí místo na mistrovství světa v soutěži jednotlivců. Se sovětským družstvem kordistů vybojoval na olympijských hrách v roce 1960 bronzovou olympijskou medaili a v roce 1961 titul mistra světa.